# Luj XV., kralj Francuske
Louis XV (Luj, Ljudevit) (15. veljače 1710. – 10. svibnja 1774.), kralj Francuske od 1715. do 1774., pripadnik dinastije Bourbon. Praunuk je Luja XIV., unuk Luja, velikog krunskog princa Francuske i sin Luja, malog krunskog princa Francuske.

## Dolazak na prijestolje
Njegov pradjed Luj XIV. malo prije smrti odlučuje da Luj neće naslijediti prijestolje, već za nasljednika proglašava sina iz drugog braka Luja Augusta. Protiv te odluke odmah po smrti Luja XIV. 1. rujna 1714. dolazi do otvorene zavjere s ciljem njenog rušenja. Razloge za to valja prije svega tražiti u nastojanjima plemstva da se oslabi poredak kraljevog apsolutizma kojega bi novi punoljetni kralj mogao nastaviti.
Službeno proglašenje petogodišnjeg Luja XV. za kralja tako nastupa s nekoliko dana zakašnjenja, tek nakon odluke parlamenta grada Pariza koji poništava red nasljeđivanja određen od Luja XIV. Time je nastao presedan, a moć stečenu ovom odlukom parlament više nikad neće prepustiti, tako da je tijekom gotovo čitave vladavine Luj XV. bio osuđen na suživot s parlamentom koji nema jasno određene ovlasti. Budući da je prijestolje naslijedio kao dijete, zemljom od 1715. do 1725. upravlja regent, vojvoda Filip od Orléansa, a potom i dvojica premijera. Kardinal André Hercule de Fleury je premijer od 1726. do 1743.

## Vladavina
Kralj Luj XV. je bio popularan tijekom prvih dvadesetak godina vlasti. To razdoblje je bilo vrijeme mira i oporavka veoma potrebnog poslije ratova njegovog prethodnika. Kolika je stvarna zasluga kralja za to danas je teško utvrditi jer u ovom razdoblju državom upravljaju regent i premijer, dok se sam kralj ne bavi politikom. Stupio je u brak s poljskom princezom Marijom Leszczyńskom, zbog čega Francuska kasnije sudjeluje u Ratu za poljsku baštinu (1733. – 1738.) i stječe pravo na Lotaringiju. S kraljicom je do 1737. imao desetero djece. Uz nju, bio je poznat i po mnogim ljubavnicama. Njegov sin Luj je umro prije nego što je stupio na prijestolje.
U Ratu za austrijsko nasljedstvo (1740. – 1748.) morao je Mariji Tereziji priznati pravo na cijelu Austriju. Završetak rata ne donosi Francuskoj ništa osim nepopularnosti nekad voljenog kralja koji je preuzeo direktno upravljanje državom 1743. godine, nakon smrti kardinala de Fleuryja. Osnovni razlog za nepopularnost bio je povratak osvojene Belgije Austriji mirovnim sporazumom. Na vijest o tom sporazumu u Francuskoj nastaje uzrečica: Glup kao mir.
Prvi hici novog rata koji formalno počinje 1756. godine ispaljeni su još 1754. britanskom invazijom francuskih kolonija u Americi. Taj rat je u povijest Europe upisan pod nazivom Sedmogodišnji rat, a Francuska je u njemu ratovala protiv Velike Britanije i Pruske, u savezu s Austrijom. Rat završava kompletnim kolonijalnim porazom Francuske koja je Pariškim mirovnim sporazumom iz 1763. godine morala Velikoj Britaniji predati Kanadu i odreći se prava na indijski potkontinent. U pokušajima smirivanja stanovništva ogorčenog mirovnim sporazumom Luj XV. se odlučuje na aneksiju Lotaringije 1766. godine koju nasljeđuje njegova žena, kao i na kupovinu Korzike 1768. godine od bankrotirane Genove.
Sedmogodišnji rat je ostavio zemlju u velikim dugovima, a rastrošno i razuzdano ponašanje kralja i dvora dodatno je poticalo nezadovoljstvo u narodu. Kralj je provodio vrijeme s nizom ljubavnica od kojih su neke ostvarile i priličan politički utjecaj. Tako je već Pauline de Mailly-Nesle dijelom utjecala na ulazak Francuske u Rat za austrijsko nasljedstvo, dok je Jeanne-Antoinette Poisson, poznatija kao Markiza de Pompadour, zadržala politički i kulturni utjecaj sve do svoje smrti 1764.
Zadnje godine Luja XV. najbolje opisuje izvještaj austrijskog veleposlanika u Parizu svojoj vladi: "Narodno nezadovoljstvo je opće. Svi razgovori su o smrti i otrovu. Čak i u Versaillesu su se pojavili posteri s prijetnjom po život kralja". Na kraju u toj napetoj atmosferi sa strahom od moguće parlamentom vođene pobune kralj 1771. godine donosi odluku o njegovom ukidanju.

## Smrt i naslijeđe
Luj XV. koji je vladao većinu razdoblja uz suradnju s parlamentom umire od bolesti sam omraženiji čak i od Luja XIV. 10. svibnja 1774. godine. Njegova velika nepopularnost pred kraj života je u suprotnosti s molitvama za ozdravljenje koje su 30 godina ranije održane na području cijele Francuske tijekom njegove teške bolesti. Na francuskom prijestolju ga je naslijedio unuk Luj XVI.
U vrijeme Luja XV. javljaju se nove ideje Voltairea, Diderota, Condillaca, Helvetiusa, Holbacha, d’Alemberta, Rousseaua, Montesquieua, utirući put Francuskoj revoluciji 1789. – 1794. koja će Francuskoj donijeti kraj feudalnog poretka i uspostavu građanskog društva.
| Prethodnik: | Kralj Francuske | Nasljednik: |
| Luj August  | Kralj Francuske | Luj XVI     |